# Mosquée Fazl
La Mosquée Fazl (mosquée de la généreuse vertu) à Londres est la première mosquée de la Communauté Ahmadie en Angleterre. La communauté a été constituée à Londres en 1913 par des missionnaires ahmadies. La pierre inaugurale a été posée en 1924 par Mirza Bashir-ud-Din Mahmud Ahmad et l'inauguration officielle a eu lieu le 23 octobre 1926. La construction de la mosquée a été financée par des femmes ahmadies d'Inde, qui ont vendu des biens en faveur de la construction de la mosquée. Elle se trouve dans le quartier de Wandsworth.
Depuis avril de 1984 la mosquée est le siège de la tête de la Communauté Ahmadie, le Khalifatul Massih. Jusqu'au 26 septembre 2003 le Khalifatul Massih donnait la prière du vendredi dans ce lieu, puis s'est déplacé à la nouvelle mosquée Baitul Futuh, plus importante, avec une capacité de 4500 croyants.